# فهيمة (اسم)
فهيمة هو اسم علم مؤنث من أصل عربي، ومعناه هو الكثيرة السير، وسيارة بنت إبراهيم الطبري محدثة.

## شخصيات تحمل الاسم
- فهيمة سلطان (2 أغسطس 1875 – 15 سبتمبر 1929)

## وصلات خارجية
- موسوعة السلطان قابوس لأسماء العرب نسخة محفوظة 5 أبريل 2019 على موقع واي باك مشين.